# Graignes
Graignes è una località e un comune francese soppresso di 617 abitanti (1999) situato nel dipartimento della Manica nella regione della Normandia.
Il 28 febbraio 2007 si è fuso con il comune di Le Mesnil-Angot per formare il nuovo comune di Graignes-Mesnil-Angot.
È nel territorio del cantone di Saint-Jean-de-Daye nell'Arrondissement di Saint-Lô.

## Società

### Evoluzione demografica
Abitanti censiti